# Síndrome de Ortner
El síndrome de Ortner, o síndrome cardiovocal, en otorrinolaringología es el conjunto de signos y síntomas generados por la compresión del nervio laríngeo recurrente izquierdo. 
El síntoma cardinal es la disfonia bitonal, a la que se suma la parálisis de la cuerda vocal ipsilateral. Fue descrito por primera vez por Norbert Ortner (1865-1935), un médico austríaco y médico personal del emperador Franz Josef, en 1897.
La disfagia causada por un mecanismo similar se conoce como disfagia aórtica o, en el caso de aberrancia de la arteria subclavia, disfagia lusoria. Debido a la compresión del nervio laríngeo recurrente puede producir ronquera de la voz, que también puede ser un signo de estenosis mitral.
Un segundo síndrome de Ortner, el síndrome de Ortner II, se refiere a la angina abdominal.

## Causas
El origen es múltiple y puede estar ocasionado por compresiones extrínsecas de índole vascular, linfático, neoplásico o infeccioso. La causa histórica más común es una aurícula izquierda dilatada debido a estenosis mitral, pero se han informado otras causas, como hipertensión pulmonar, arteria pulmonar agrandada  y síndrome de la arteria subclavia aberrante que comprimen el nervio. La asociación de aneurisma de la aorta torácica y síndrome cardiovocal es poco frecuente, puede verse en el aneurisma del arco aórtico y en el aneurisma gigante de la aorta torácica.

Entre las causas vasculares se destaca un síndrome clásico, el de arteria subclavia aberrante o «arteria Lusoria» (malformación congénita de la arteria subclavia izquierda con recorrido retroesofágico, agregando el síntoma de disfagia y constituyendo el síndrome de «disfagia lusoria»).